# North Side High School Gym
North Side High School Gym es un pabellón localizado en Fort Wayne, Indiana. Fue casa de Fort Wayne Pistons desde 1948 hasta 1952, cuando se mudaron al War Memorial Coliseum. El aforo del pabellón es de 3000 espectadores y en 2004 fue remodelado. Actualmente alberga encuentros del North Side High School en Fort Wayne.
- Datos: Q7056750